# RAD5500
RAD5500 — радиационно-стойкая 64-разрядная многоядерная процессорная платформа, созданная BAE Systems Electronics, Intelligence & Support на основе PowerPC e5500, разработанного IBM и Freescale Semiconductor. Преемник RAD750, процессорная платформа RAD5500 предназначена для использования в условиях высокой радиации на борту спутников и космических кораблей.
Платформа RAD5500 поддерживает высокоскоростные разъёмы VPX, память DDR2/DDR3, сериализацию/десериализацию (SerDes) и SpaceWire IO.

## Процессоры
Семейство радиационно-стойких процессоров RAD5500 основано на версиях системы на кристалле (СнК) QorIQ на базе e5500 Freescale Semiconductor. RAD5510, RAD5515, RAD5545 и RADSPEED-HB (главный мост) — это четыре процессора СнК, реализованные с ядрами RAD5500, произведенными по технологии SOI 45 нм от IBM Trusted Foundry.

### RAD5510 и RAD5515
Процессоры RAD5510 и RAD5515 используют одно ядро RAD5500 и предназначены для средних вычислительных мощностей в средах, требующих низкого энергопотребления (11,5 и 13,7 Вт соответственно). Этот процессор обеспечивает производительность до 1,4 млрд операций в секунду (GOPS) и 0,9 гигафлопс.

### RAD5545
В процессоре RAD5545 используются четыре ядра RAD5500, что обеспечивает производительность до 5,6 млрд операций в секунду (GOPS) и более 3,7 гигафлопс. Потребляемая мощность 20 Вт при работе всей периферии.

### RADSPEED-HB (ведущий мост)
Основанный на RAD5545, RADSPEED-HB предназначен для управления узлами и поддержки управления данными от одного до четырёх процессоров RADSPEED DSP. RADSPEED-HB заменяет вторичное соединение интерфейса памяти DDR2/DDR3, имеющееся на RAD5545, на соединения для RADSPEED DSP. (Обратите внимание, что RADSPEED DSP — это совершенно разные процессоры, которые специализируются на цифровой обработке сигналов, и их не следует путать с RADSPEED-HB, который служит главным мостом).

## Одноплатный компьютер
RAD5545 SpaceVPX — одноплатный компьютер, предназначен для использования в суровых условиях окружающей среды космического пространства; разработан для работы при температурах от −55 °C до 125 °C и радиационной стойкости для общей ионизирующей дозы 100 Крад (для кремниевых чипов). Это модуль формата 6U-220, соответствующий стандарту ANSI/VITA 78.00 SpaceVPX, и включает в себя процессор RAD5515 или RAD5545. Одноплатный компьютер RAD5545 SpaceVPX производится компанией BAE Systems в Манассасе, Вирджиния, которая является надёжным источником микроэлектроники категории 1A Министерства обороны США.